# Tunø kyrka
Tunø kyrka är en kyrka på den danska ön Tunø i Kattegatt mellan Jylland och Samsø. Den ligger på en kulle mitt på ön och byggdes omkring år 1300.
Valdemar Sejr skänkte Tunø till Århus domkyrka år 1216 och kyrkan har troligtvis byggts av domkyrkan. Innan dess fick man ta sig till gudstjänsten i Nordby kyrka på norra Samsø med båt. Kyrkan, som ursprungligen var i romansk stil, har byggts om flera gånger och är idag huvudsakligen i gotisk stil med vapenhus, kyrktorn i väster och ett förlängt kor mot öst. År 1801 inreddes en fyr i kyrktornet. 

Det kombinerade kyrk- och fyrtornet.

Den 18 meter höga fyren är den näst äldsta i Danmark som fortfarande är i drift. Den tillhör danska folkkyrkan och under många år var Tunøs präst också fyrvaktare. Idag finns ingen fast präst på ön.

## Interiör

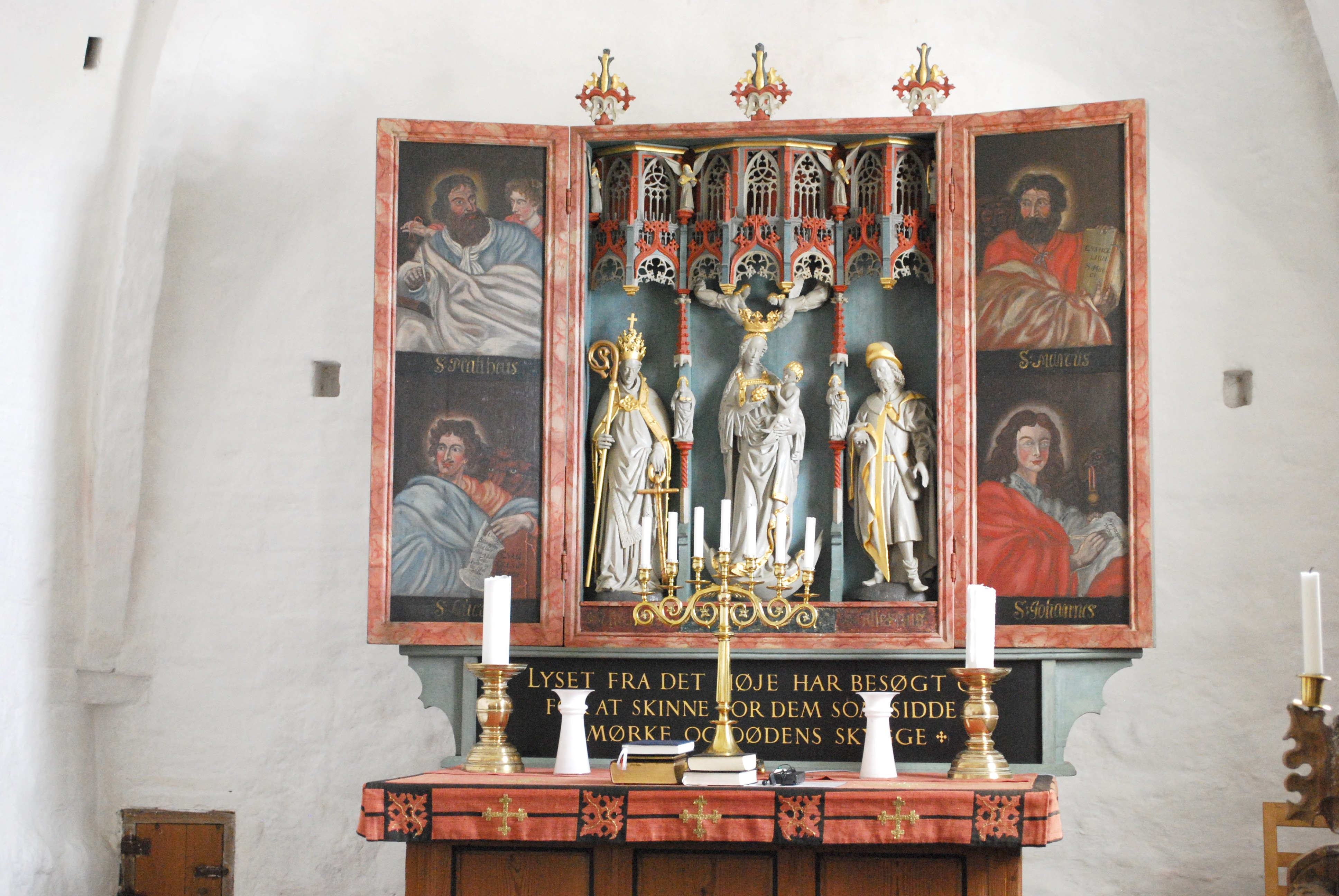
Altartavlan.

Altartavlan är från omkring 1490 med sengotiska sniderier från 1731 som avbildar Jungfru Maria med Jesusbarnet flankerat av Sankt Clemens och Sankt Alexius. På de rörliga sidopartierna finns målningar av de fyra evangelisterna och deras 
symboler. Även 
predikstolen, som är från mitten av 1600-talet, är dekorerad med målningar av evangelisterna samt bibeltexter i frakturstil.

Votivskeppet.

Votivskeppet, som är en modell av linjeskeppet Louise Augusta från 1783, skänktes till kyrkan 1842. 